# Nevorus
Nevorus är ett fantasiland som skapats av den ryske författaren Grigorij Demidovtsev, händelser i hans böcker äger rum där. Ordet ”Nevorus” betyder ”Nevskaja Rus” eller ”Rus på floden Neva” på ryska. Nevorus anses vara efterträdare av medeltidens Republiken Novgorod. I Grigorij Demidovtsevs böcker är Novgorod en självständig stat som Moskva inte kunde erövra. Kring Novgorod bildas en mäktig stat som upptar en del av Sibirien, Fjärran Östern, Baltiska länderna, Norden, Grönland, en del av Nordamerika, bl. a. Alaska och Kanada samt flera Oceaniens öar och arkipelager. Men Nevorus har inte lyckats erövra Moskva. Grigorij Demidovtsev jämför Nevorus, en utvecklingsstat som tar hand om sina medborgare och Moskva som symboliserar allt bakåtsträvande. Grigorij Demidovtsevs Nevorus använder sina medborgarnas intellektuella potential oberoende på deras härkomst. Drottningen Kristina är en Novorus mest framstående regerare på 1600-talet.